# جنگ مدرن اولیه

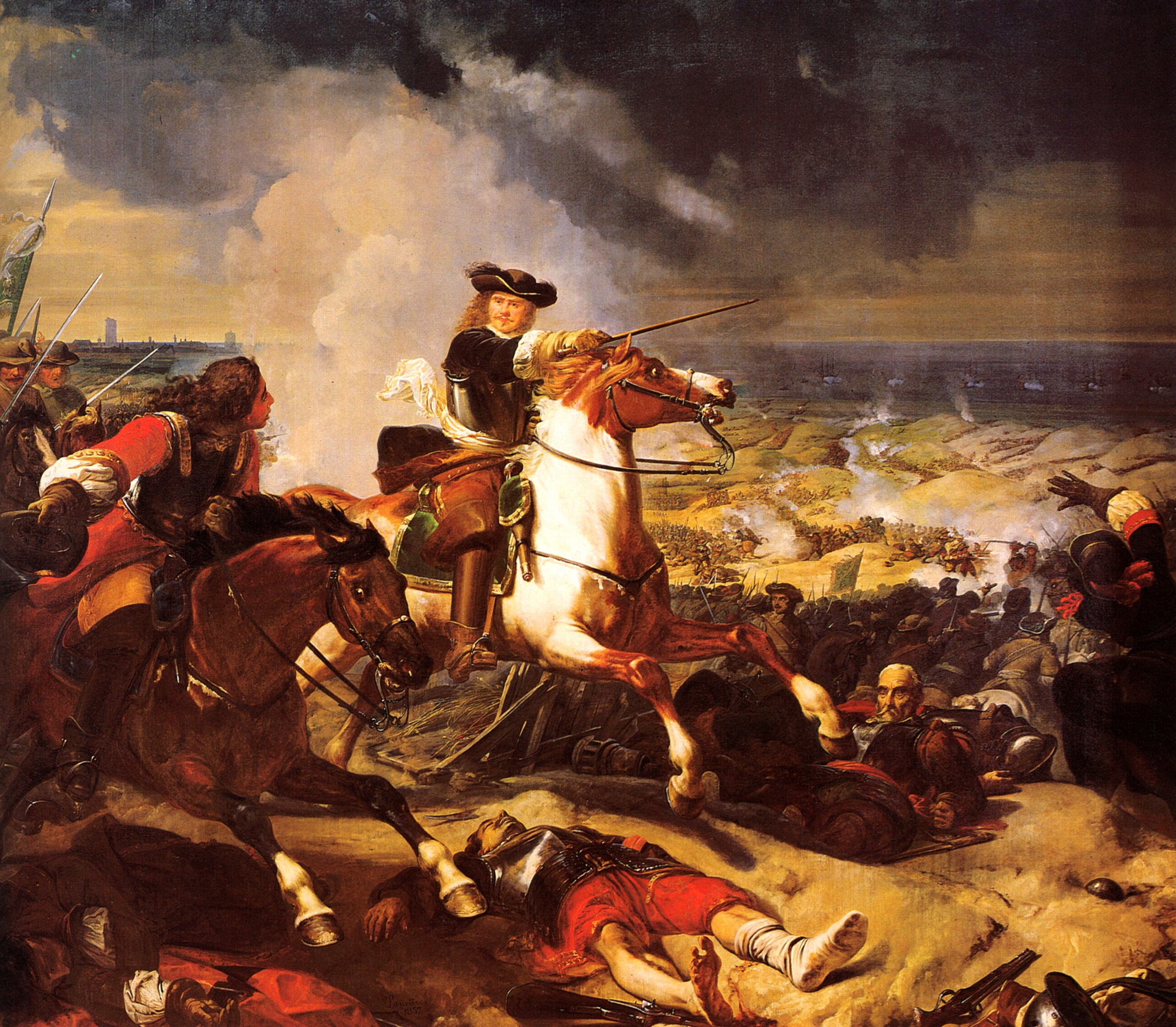
نبرد تپه‌های شنی اثر چارلز فیلیپ لاریویر، ۱۸۳۷. نبرد تپه‌های شنی در ۱۴ ژوئن ۱۶۵۸ همزمان با محاصره دانکرک رخ داد.

جنگ مدرن اولیه (انگلیسی: Early modern warfare) یا جنگ مدرن نخستین عصر جنگ در اوایل دوران مدرن پس از جنگ‌های قرون وسطی است. این دوران با شروع استفاده گسترده از باروت و توسعه سلاح‌های مناسب برای استفاده از مواد منفجره، از جمله توپخانه و سلاح گرم، مرتبط است. به همین دلیل، این دوره به عنوان عصر جنگ باروتی نیز شناخته می‌شود، مفهومی که توسط مایکل رابرتز در دهه ۱۹۵۰ معرفی شد.
تکنیک‌های استحکامات به دلیل توسعه توپخانه به سرعت تکامل یافتند. سلاح‌های گرم، جنگ را متحول کردند و نقش اشراف و سواره‌نظام سنگین را کاهش دادند. سلاح‌های گرم اولیه، مانند تفنگ‌های آرکوبوس و تفنگ‌های فتیله‌ای، به تدریج جایگزین کمان‌ها و کمان‌های پولادی شدند و با مؤثرتر شدن سلاح‌های گرم، منجر به معرفی و زوال زره‌های صفحه‌ای شدند. تفنگ‌های فتیله‌ای تا دهه ۱۶۹۰ غالب شدند و اختراع سرنیزه، نیزه‌ها و تفنگ‌ها را با هم ترکیب کرد و پیاده‌نظام را به مهم‌ترین نیروی نظامی تبدیل کرد. جنگ همچنین شاهد تغییر به سمت ارتش‌های بزرگتر و درگیری‌های ویرانگرتر بود. ظهور دولت‌های متمرکز و بوروکراسی‌ها از ارتش‌های جدید و عظیم پشتیبانی می‌کرد، در حالی که استفاده از مزدوران کاهش می‌یافت. آرایش‌های نظامی با این تغییرات سازگار شدند. پیاده‌نظام برای نبرد به ستون‌ها، خطوط و مربع‌ها متکی بود، در حالی که سواره‌نظام به نقش‌های سبک‌تری که بر دیده‌بانی و حمله از پهلو متمرکز بودند، روی آورد. با وجود کاهش تسلط سواره‌نظام سنگین، حملات سواره‌نظام در شرایط خاص، به ویژه در برابر پیاده‌نظام بی‌انضباط، همچنان مؤثر بود.
عصر دریانوردی (که معمولاً به سال‌های ۱۵۷۱ تا ۱۸۶۲ میلادی نسبت داده می‌شود) دوره‌ای بود که تقریباً با اوایل دوره مدرن مطابقت داشت و باروت بر تاکتیک‌های دریایی آن دوران، از جمله استفاده از باروت در توپخانه دریایی، تسلط داشت.